# Dźwierzno (powiat żuromiński)
Dźwierzno (d. Myślin-Dźwierzno) – wieś w Polsce położona w województwie mazowieckim, w powiecie żuromińskim, w gminie Bieżuń. Ma status sołectwa.
W latach 1975–1998 miejscowość należała administracyjnie do województwa ciechanowskiego.